# کبوتردریایی راپا
کبوتردریایی راپا (نام علمی: Puffinus myrtae) یک پرنده دریایی کمیاب از مناطق گرمسیری و تیرهٔ کبوتردریاییان (Procellariidae) است. این پرنده در جزایر پیرامون راپا در جزایر آسترل پلی‌نزی فرانسه، جایی که به صورت محلی به عنوان کاکی کاکی شناخته می‌شود، زادآوری می‌کند.
در مورد نابودی آن اطلاعات زیادی در دست نیست. به احتمال زیاد این اتفاق زمانی در خود راپا رخ داده است، اگرچه این جمعیت توسط موش‌های پلی‌نزی، بزهای وحشی و گربه‌های وحشی منقرض شده‌اند.